# Philippe Léotard
Philippe Paul André Léotard (Nizza, 28 agosto 1940 – Parigi, 25 agosto 2001) è stato un attore, cantante e poeta francese.

## Biografia
Primo dei sette figli di André Léotard, politico, e Antoinette Tomasi, figlia di Ange Tomasi, pioniere della fotografia, è il fratello maggiore del politico François. Da giovane soffre di febbre reumatica e si trasferisce a vivere dalla nonna ad Ajaccio. In questo periodo si avvicina ai classici della letteratura francese. Nel 1958 si arruola nella legione straniera a Bonifacio, ma decide di non confermare il fermo. Prosegue gli studi e rientra nel continente, laureandosi in letteratura alla Sorbona a Parigi. In quegli anni consolida l'amicizia con Ariane Mnouchkine e con lei fonda nel 1964 il Théâtre du Soleil. Nel 1970 esordisce come attore cinematografico, interpretando nella sua carriera oltre cento pellicole, tra cui Snack Bar Budapest, del 1988, con Giancarlo Giannini.
Dedito all'uso di alcool e droghe, viene condannato nel 1995 per traffico di cocaina.

## Filmografia

### Cinema
- Non drammatizziamo... è solo questione di corna (Domicile conjugal), regia di François Truffaut (1970)
- Il commissario Pelissier (Max et les Ferrailleurs), regia di Claude Sautet (1971)
- Le due inglesi (Les deux Anglaises et le continent), regia di François Truffaut (1971)
- Le mot frère et le mot camarade, regia di Philippe Léotard (1971)
- Mica scema la ragazza! (Une belle fille comme moi), regia di François Truffaut (1972)
- Rak, regia di Charles Belmont (1972)
- Avoir 20 ans dans les Aurès, regia di René Vautier (1972)
- Il giorno dello sciacallo (The Day of the Jackal), regia di Fred Zinnemann (1973)
- La guele ouverte, regia di Maurice Pialat (1974)
- Il centro del mondo (Le Milieu du monde), regia di Alain Tanner (1974)
- Il braccio violento della legge Nº 2 (French Connection II), regia di John Frankenheimer (1975)
- Il gatto, il topo, la paura e l'amore (Le chat et la souris), regia di Claude Lelouch (1975)
- Il giudice d'assalto (Le Juge Fayard dit "le Shériff"), regia di Yves Boisset (1977)
- Una settimana di vacanza (Une semaine de vacances), regia di Bertrand Tavernier (1980)
- La spiata (La balance), regia di Bob Swaim (1982)
- Tangos - L'esilio di Gardel (Tangos. El exilio de Gardel), regia di Fernando Ezequiel Solanas (1985)
- L'aube, regia di Miklós Jancsó (1986)
- Se il sole non tornasse (Si le soleil ne revenait pas)), regia di Claude Goretta (1987)
- Jane B. par Agnès V., regia di Agnès Varda (1988)
- L'opera al nero (L'Œuvre au noir), regia di André Delvaux (1988)
- Snack Bar Budapest, regia di Tinto Brass (1988)
- Sur, regia di Fernando Ezequiel Solanas (1988)
- Ci sono dei giorni... e delle lune (Il y a des jours... et des lunes), regia di Claude Lelouch (1990)
- La carne, regia di Marco Ferreri (1991)
- I miserabili (Les misérables), regia di Claude Lelouch (1995)
- Pandora, regia di António da Cunha Telles (1995)
- Black Dju, regia di Pol Cruchten (1997)
- Gueules d'amour, regia di Philippe Dajoux (1997)

### Televisione
- Il banchetto di Platone, regia di Marco Ferreri – film TV (1988)

## Discografia
- 1990 – À l'amour comme à la guerre
- 1994 – Philippe Léotard chante Léo Ferré
- 1996 – Je rêve que je dors
- 2000 – Demi-mots amers

## Riconoscimenti
- Premio César
  - 1978 – Candidatura al migliore attore non protagonista per Il giudice d'assalto
  - 1983 – Migliore attore per La spiata

## Doppiatori italiani
- Paolo Bonacelli in Snack Bar Budapest, Il banchetto di Platone
- Luciano Melani in Il commissario Pelissier
- Carlo Baccarini in Mica scema la ragazza!
- Antonio Colonnello in L'opera al nero